# Dommages-intérêts en droit français
Pour les autres articles nationaux ou selon les autres juridictions, voir Dommages-intérêts.
En droit français, les dommages-intérêts sont une notion régie par le code civil qui reconnaît la possibilité, pour le juge civil comme pour le juge pénal statuant sur intérêts civils, d'indemniser une victime par l'auteur du dommage. Ce mode d'indemnisation est également utilisé par les juridictions administratives.
Le quantum des dommages-intérêts est évalué au regard du préjudice subi. Le principe est celui de la réparation intégrale du préjudice, consistant à octroyer des dommages-intérêts qui ne sous-estiment ni n'excèdent le montant du préjudice. Cette évaluation est réalisée en considérant la perte subie (damnum emergans) et le gain manqué (lucrum cessans) du fait de l'atteinte.
Les dommages-intérêts sont une réparation financière intégrale à laquelle peut prétendre une personne qui a subi un préjudice.

## Application

### Matière civile
Pour que des dommages-intérêts puissent être accordés, trois conditions doivent impérativement être réunies :
- une faute précise et caractérisée,
- un préjudice né, certain et actuel,
- un lien de causalité direct et exclusif entre la faute reprochée et le préjudice invoqué.

#### Faute
Selon la matière, contractuelle ou délictuelle, la faute est à rechercher, respectivement, selon les dispositions de l'article 1151 du Code civil ou de l'article 1240.
Les sources d'une faute contractuelle ne sont cependant nullement limitées. Ainsi, les conseils de prud'hommes statuent régulièrement sur des fautes telles que des licenciements abusifs.

#### Préjudice
Les dommages-intérêts constituent la compensation financière à laquelle peut prétendre une personne qui a subi un préjudice moral ou une atteinte dans son patrimoine ou les deux à la fois.

### Matière pénale
Les victimes d'une affaire pénale peuvent se constituer partie civile pour obtenir une indemnisation des dommages qu'elles ont subi.
Depuis le 1er octobre 2008 il a été mis en place un fonds de garantie des victimes, le SARVI (service d'aide au recouvrement des victimes d'infractions), destiné à rembourser les dommages-intérêts acquis lors d'un procès pénal, lorsque le condamné ne donne pas suite au règlement.
Pour les victimes d'infractions, et lorsqu'il n'est pas possible d'obtenir réparation, il existe un fonds de garantie des victimes des actes de terrorisme et d'autres infractions (FGTI) : une demande doit être adressée à la CIVI (Commission d'indemnisation des victimes d'infractions), établie au sein du tribunal de grande instance.